# العلاقات السريلانكية الفنزويلية
العلاقات السريلانكية الفنزويلية هي العلاقات الثنائية التي تجمع بين سريلانكا وفنزويلا.

## مقارنة بين البلدين
هذه مقارنة عامة ومرجعية للدولتين:
| وجه المقارنة                                              | سريلانكا                         | فنزويلا                                  |
| --------------------------------------------------------- | -------------------------------- | ---------------------------------------- |
| المساحة (كم2)                                             | 65.61 ألف                        | 916.45 ألف                               |
| عدد السكان (نسمة)                                         | 21.44 مليون                      | 28.87 مليون                              |
| الكثافة السكانية (ن./كم²)                                 | 326.78                           | 31.5                                     |
| العاصمة                                                   | سري جاياواردنابورا كوتي، كولمبو  | كاراكاس                                  |
| اللغة الرسمية                                             | اللغة السنهالية، اللغة التاميلية | اللغة الإسبانية، لغة الإشارة الفنزويلية ‏ |
| العملة                                                    | روبية سريلانكي                   | بوليفار فنزويلي                          |
| الناتج المحلي الإجمالي (بليون دولار)                      | 87.17 مليار                      | 482.36 مليار                             |
| الناتج المحلي الإجمالي (تعادل القوة الشرائية) بليون دولار | 246.62 مليار                     |                                          |
| الناتج المحلي الإجمالي الاسمي للفرد دولار أمريكي          | 3.93 ألف                         |                                          |
| الناتج المحلي الإجمالي للفرد دولار أمريكي                 | 11.11 ألف                        |                                          |
| مؤشر التنمية البشرية                                      | 0.757                            | 0.762                                    |
| رمز المكالمات الدولي                                      | +94                              | +58                                      |
| رمز الإنترنت                                              | .lk،                             | .ve                                      |
| المنطقة الزمنية                                           | ت ع م+05:30                      | 00                                       |

## منظمات دولية مشتركة
يشترك البلدان في عضوية مجموعة من المنظمات الدولية، منها:
| علم المنظمة | اسم المنظمة                        | تاريخ انضمام سريلانكا | تاريخ انضمام فنزويلا |
| ----------- | ---------------------------------- | --------------------- | -------------------- |
|             | يونسكو                             | 14 نوفمبر 1949        | 25 نوفمبر 1946       |
|             | وكالة ضمان الاستثمار متعدد الأطراف | 27 مايو 1988          | 9 مايو 1994          |
|             | الأمم المتحدة                      | 14 ديسمبر 1955        | 15 نوفمبر 1945       |
|             | الاتحاد البريدي العالمي            | ?                     | ?                    |
|             | البنك الدولي للإنشاء والتعمير      | 29 أغسطس 1950         | 30 ديسمبر 1946       |
|             | المنظمة الهيدروغرافية الدولية      | ?                     | ?                    |
|             | الاتحاد الدولي للاتصالات           | 1897                  | 13 أغسطس 1920        |
|             | منظمة حظر الأسلحة الكيميائية       | ?                     | ?                    |
|             | مؤسسة التمويل الدولية              | 20 يوليو 1956         | 28 ديسمبر 1956       |
|             | منظمة التجارة العالمية             | ?                     | ?                    |
|             | منظمة الشرطة الجنائية الدولية      | ?                     | ?                    |

## وصلات خارجية
- موقع وزارة الخارجية السريلانكية
- موقع وزارة الخارجية الفنزويلية